# Malaysia-Airlines-Flug 2133
Der Malaysia-Airlines-Flug 2133 (Flugnummer: MH2133) war ein Linieninlandsflug der Malaysia Airlines von Kota Kinabalu nach Tawau. Am 15. September 1995 ereignete sich auf diesem Flug nahe dem Zielflughafen ein schwerer Flugunfall mit einer Fokker 50, bei dem 34 Menschen getötet wurden. Es handelte sich um den ersten Totalverlust einer Fokker 50 sowie den ersten tödlichen Zwischenfall mit einer Maschine dieses Typs.

## Flugzeug
Das betroffene Flugzeug war eine Fokker 50 mit der Werknummer 20174, die im Werk von Fokker am Flughafen Amsterdam-Schiphol gebaut wurde und am 8. Januar 1990 ihren Erstflug absolvierte. Die Maschine wurde zunächst für den Testflug mit dem niederländischen Luftfahrzeugkennzeichen PH-EXA in Betrieb genommen, am 24. März 1990 wurde sie dann neu an die Malaysia Airlines ausgeliefert. Das zweimotorige Kurzstreckenflugzeug war mit zwei Turboproptriebwerken des Typs Pratt & Whitney Canada PW125B ausgerüstet.

## Passagiere und Besatzung
Den Flug vom Flughafen Kota Kinabalu zum Flughafen Tawau hatten 49 Passagiere angetreten. Es befand sich eine vierköpfige Besatzung an Bord, bestehend aus einem Flugkapitän, einem Ersten Offizier und zwei Flugbegleitern.

## Unfallhergang
Im Anflug auf Tawau erhielten die Piloten eine Freigabe zur Landung auf Landebahn 17. Die Maschine setzte erst 500 Meter vor dem Ende der 2200 Meter langen Landebahn auf. Beim Versuch durchzustarten stürzte das Flugzeug in eine Informelle Siedlung hinter dem Flughafen.

## Ursache
Dem Untersuchungsbericht zufolge wurde der Unfall aller Erkenntnis nach durch schlechte Entscheidungen des Piloten während des Fluges und Nichteinhaltung der Standardprozeduren verursacht. In dem Bericht wurde auch darauf hingewiesen, dass der Erste Offizier den Kapitän nicht auf unsichere Manöver aufmerksam gemacht oder die Kontrolle über das Flugzeug übernommen hatte. Ein weiterer Faktor war das Versagen des Fluglotsen, zuverlässige Flugverkehrsdienste im kontrollierten Luftraum anzubieten.

## Kontext
Am 20. März 1995 war am gleichen Flughafen eine Cessna 208 Caravan nach einem missglückten Start ebenfalls in eine informelle Siedlung am Flughafen gestürzt.